# Libnotes (Libnotes) eboracensis
Libnotes (Libnotes) eboracensis is een tweevleugelige uit de familie steltmuggen (Limoniidae). De soort komt voor in het Australaziatisch gebied.